# Luis Luna Moreno
Luis Luna Moreno (Murcia, 1950-Valladolid, 8 de diciembre de 2018) fue un conservador de museos español, especialmente reconocido por sus estudios de la escultura española de los siglos XVI y XVII y de la Semana Santa. Fue director del Museo Nacional de Escultura entre 1988 y 1996 y miembro de la Junta Superior de Museos.

## Biografía
Cursó los estudios de la especialidad en Historia del Arte en las universidades de Murcia y Sevilla, siendo profesor de esta última entre 1972 y 1975. Entre 1974 y 1977 fue conservador del Museo de Bellas Artes de Sevilla. En 1977, y por oposición específica, ganó la plaza de conservador en el Museo Nacional de Escultura (Valladolid), del que fue subdirector. En 1988 fue elegido director, permaneciendo en el cargo hasta 1996. Fue técnico asesor en el Servicio de Museos de la Junta de Castilla y León.

## Líneas de investigación
Fue uno de los mayores expertos en España sobre escultura religiosa del Barroco y Semana Santa. Estando al frente del Museo Nacional de Escultura, llevó a cabo reconstrucciones de montajes de pasos procesionales históricos de la Semana Santa de Valladolid (que son cedidos por parte del museo), redistribuyendo las figuras de algunos de ellos y colaboró activamente con sus cofradías. Fue cofrade de honor de la Hermandad Universitaria del Santísimo Cristo de la Luz y de las cofradías del Santísimo Cristo Despojado, del Descendimiento y de la Exaltación de la Sta. Cruz de dicha ciudad.

## Publicaciones
- Escultura castellana (Sevilla, 1982).
- Valladolid: grabados antiguos (Valladolid, 1983).
- Gregorio Fernández y la Semana Santa de Valladolid (Valladolid, 1984).
- Luis Salvador Carmona en Valladolid (Valladolid, 1986).
- Pequeñas imágenes de la Pasión en Valladolid (Valladolid, 1987, en colaboración).
- Escultura del siglo XVI en Castilla y León (Valladolid, 1987).
- Pedro de Mena en Castilla (Valladolid, 1989).
- Museo Nacional de Escultura (Serie Guías de Museos, 1995).
- La Virgen de los Cuchillos de Valladolid: reflexiones iconográficas (Actas del IV Congreso Nacional de Cofradías de Semana Santa, celebrado en Salamanca en 2002).
- Los pasos procesionales de la Vera Cruz de Valladolid antes de Gregorio Fernández (Actas del III Congreso Internacional de Cofradías de la Vera Cruz, celebrado en Bilbao en 2004).
- Monumentos, pasos y cofradías penitenciales (Perpiñán, 2006).
- Cofradía de El Descendimiento y Santo Cristo de la Buena Muerte (Valladolid), 75 años de su fundación (1939-2014) (Valladolid, 2014).